# WTA German Open 1983
ПТА German Open 1983, також відомий за назвою спонсора як Fila German Open, — жіночий тенісний турнір, що проходив на відкритих кортах з ґрунтовим покриттям Rot-Weiss Tennis Club у Берліні (Західна Німеччина). Належав до Світової чемпіонської серії Вірджинії Слімс 1983. Тривав з 16 до 22 травня 1983 року. Перша сіяна Кріс Еверт-Ллойд здобула титул в одиночному розряді й заробила 27,5 тис. доларів.

## Фінальна частина

### Одиночний розряд
Кріс Еверт-Ллойд —  Кетлін Горват 6–4, 7–6(7–1)
- Для Еверт-Ллойд це був 3-й титул в одиночному розряді за сезон і 123-й — за кар'єру.

### Парний розряд
Джо Дьюрі /  Енн Гоббс —  Клаудія Коде-Кільш /  Ева Пфафф 6–4, 7–6(7–2)
- Для Дьюрі це був 2-й титул за сезон і 3-й — за кар'єру. Для Гоббс це був 2-й титул за сезон і 3-й — за кар'єру.

## Розподіл призових грошей
| Дисципліна       | П       | F       | ПФ     | ЧФ     | 1/8    | 1/16 | 1/32 |
| Одиночний розряд | $27,500 | $14,000 | $7,150 | $3,300 | $1,600 | $800 | $400 |